# Philesturnus carunculatus
Il calleide caruncolato dell'Isola del Sud o sellarossa dell'Isola del Sud (Philesturnus carunculatus (Gmelin, 1789)) è un uccello passeriforme della famiglia dei Calleidi.

## Etimologia
Il nome scientifico della specie, carunculatus, significa "munito di caruncole" ed è un riferimento al loro aspetto: il nome comune di questi uccelli è invece un riferimento al loro areale.

## Descrizione

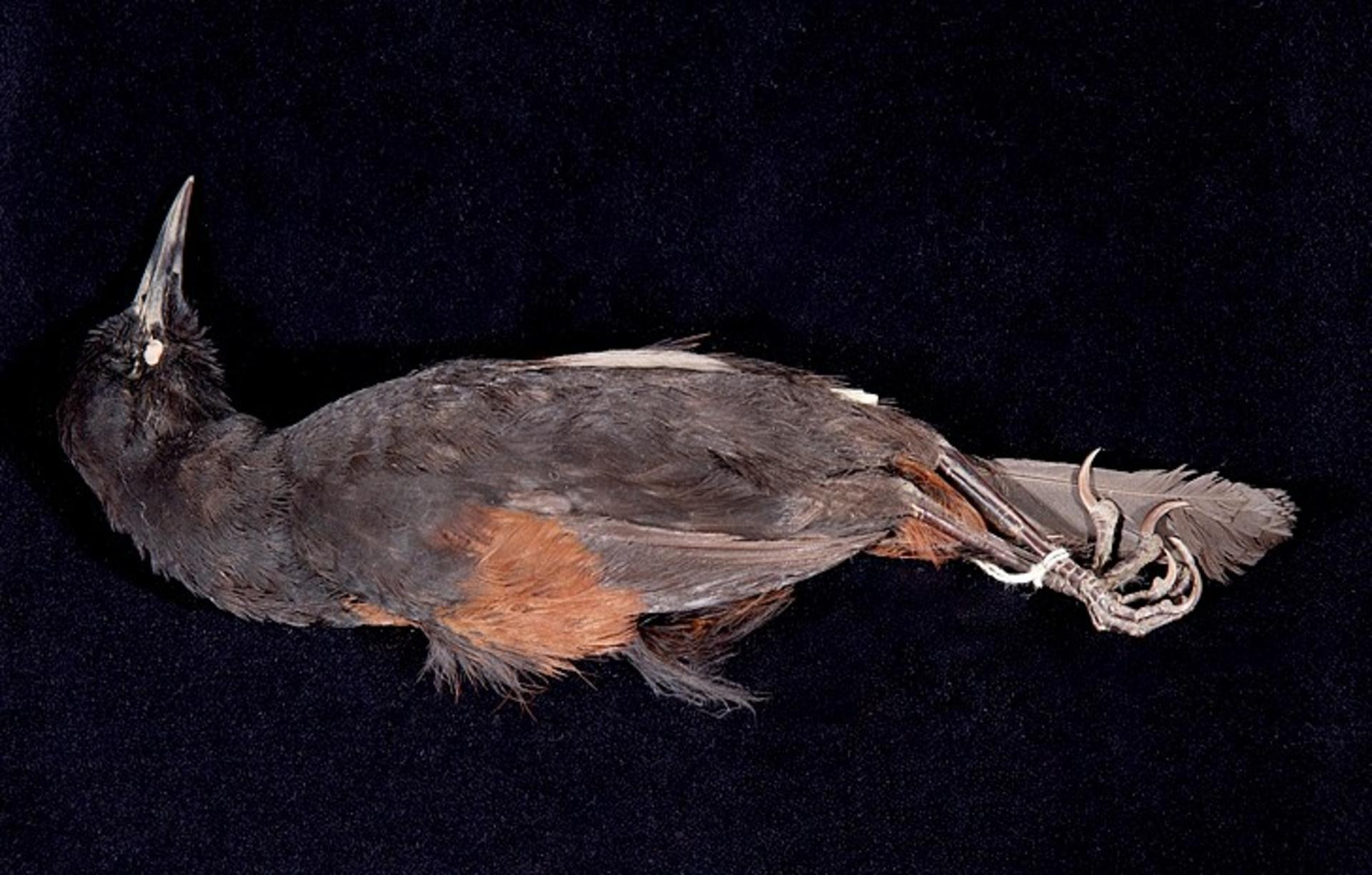
Maschio impagliato.

### Dimensioni
Misura 25 cm di lunghezza, per 61-94 g di peso: a parità d'età, i maschi sono più grossi e pesanti rispetto alle femmine.

### Aspetto
Si tratta di uccelli dall'aspetto massiccio, muniti di testa arrotondata, ali arrotondate e relativamente deboli, lunga coda dalla punta cuneiforme, forti zampe dagli artigli ricurvi e becco allungato forte e appuntito.

Nel complesso, questi uccelli ricordano uno storno o un merlo indiano.
Il piumaggio presenta dimorfismo sessuale: nei maschi testa, nuca, petto, ventre e fianchi sono di colore nero lucido, e dello stesso colore sono coda e remiganti. Il dorso, le ali, il codione ed il sottocoda sono invece di un caldo color bruno-nocciola: alla base del becco, su ciascun lato della bocca, è presente una caruncola di color rosso arancio simile a un bargiglio.

Nelle femmine la colorazione nera è molto meno lucida e con forti sfumature brune specialmente su petto e collo, mentre le caruncole facciali sono meno sviluppate.
In ambedue i sessi becco e zampe sono di colore nerastro, mentre gli occhi sono di colore bruno scuro.

## Biologia

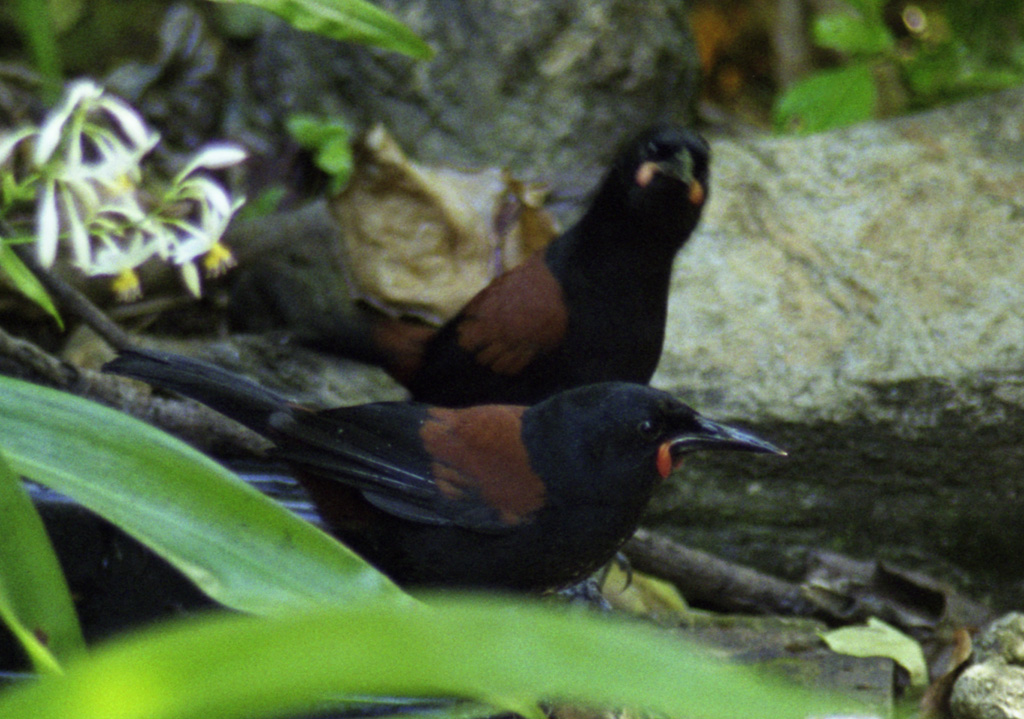
Due esemplari a Motuara.

Si tratta di uccelli dalle abitudini di vita essenzialmente diurne, che (quando la loro popolazione lo consentiva) tendono a vivere in piccoli stormi: cattivi volatori (sebbene in grado di volare rumorosamente per brevi distanze), questi uccelli sono però in grado di scalare agevolmente i tronchi e di saltellare di ramo in ramo fra gli alberi alla ricerca di cibo grazie alle forti zampe unghiute.
Questi uccelli sono conosciuti per il loro inconfondibile richiamo zufolante a quattro sillabe (la prima alta, le altre due uguali e calanti e l'ultima lievemente crescente), ripetuto molto spesso: questi uccelli mostrano inoltre atteggiamenti di territorialità e di dominanza, cantando a lungo al sorgere del sole per delimitare il territorio, cantando e annuendo con la coda ed i bargigli ben dilatati ed eventualmente aggredendo l'antagonista, cercando di colpire col becco i bargigli dell'avversario.

### Alimentazione
Il sellarossa dell'Isola del Sud è un uccello prevalentemente insettivoro, la cui dieta si compone perlopiù di insetti, larve ed altri invertebrati rinvenuti sollevando pezzi di corteccia col forte becco cuneiforme: questi uccelli possono cercare il cibo anche al suolo, smuovendo le foglie e i detriti col becco. Inoltre, essi possono integrare la propria dieta con bacche, frutta matura e nettare di lino nativo minore.

### Riproduzione
Si tratta di uccelli rigidamente monogami, che si riproducono in primavera ed estate australi (sebbene in caso di autunno mite e con cibo abbondante possano riprodursi anche durante questa stagione), portando avanti un'unica covata.
Il nido a coppa di fibre vegetali intrecciate viene costruito tra le epifite, le corone delle felci, nelle cavità e spaccature dei tronchi d'albero, generalmente a pochissima distanza dal suolo: al suo interno la femmina depone 2-4 uova bianco-grigiastre con fitta punteggiatura bruna, che cova da sola (col maschio che le fornisce il cibo) per circa due settimane, al termine delle quali schiudono pulli ciechi ed implumi.

I nidiacei vengono accuditi da ambedue i genitori: non appena sono in grado di camminare, essi cominciano a scendere dal nido, correndo goffamente al suolo verso i genitori per incitarli a dar loro l'imbeccata. I piccoli sono in grado d'involarsi attorno alle tre settimane di vita, tuttavia rimangono ancora per un periodo piuttosto lungo coi genitori, ed anche una volta indipendenti non se ne allontanano molto, disperdendosi nel raggio di 3 km dal nido natio al massimo.

## Distribuzione e habitat

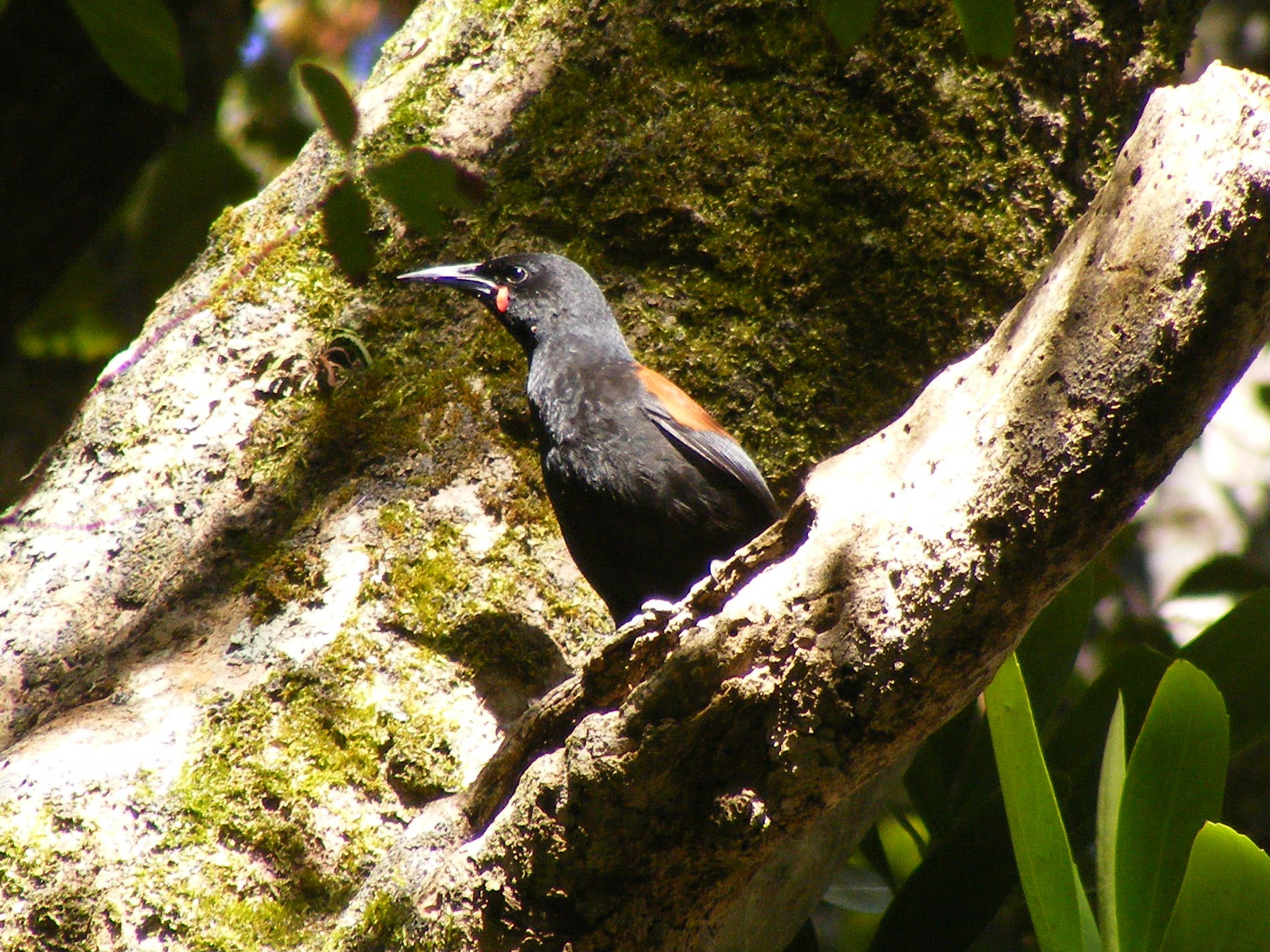
Esemplare a Ulva.

Come intuibile dal nome comune, il sellarossa dell'Isola del Sud è endemico dell'Isola del Sud della Nuova Zelanda: un tempo verosimilmente diffusa in gran parte dell'isola, attualmente la specie è diffusa allo stato selvatico solo in alcune isole del Fiordland ed attorno a Stewart Island.
L'habitat di questi uccelli era rappresentato dalla foresta primaria con presenza di grossi alberi secolari e di denso sottobosco: attualmente essi vivono in ambienti costituiti perlopiù da foresta secondaria, con densa ricrescita.

## Conservazione
Considerato piuttosto comune anche sulla terraferma, agli inizi del XX secolo il sellarossa dell'Isola del Sud era quasi completamente scomparso, con la popolazione residua consistente in una trentina di esemplari su Big South Cape Island, a sud-est di Stewart Island. Il motivo del declino della specie sull'isola principale è dovuto principalmente, oltre alla riduzione dell'habitat a causa di deforestazione e conversione in pascoli e terre coltivate, all'introduzione di specie predatrici (mustelidi, ratti e tricosuro volpino), alle quali questi uccelli si sono rivelati estremamente vulnerabili in virtù del loro comportamento riproduttivo (nido costruito vicino al suolo, piccoli che saltellano rumorosamente sul terreno per mendicare l'imbeccata).
Nel 1963 i ratti giunsero anche a Big South Cape Island, al seguito delle imbarcazioni dei muttonbirders (cacciatori di berte grigie): il Dipartimento della Conservazione della Nuova Zelanda intervenne tempestivamente, prelevando gli ultimi esemplari di sellarossa ed avviandone un programma di riproduzione in cattività e di successiva reintroduzione in isole-santuario prive di predatori.

Grazie a tali programmi, che hanno dato ottimi frutti, attualmente la popolazione di sellarossa dell'Isola del Sud si aggira attorno ai 700 esemplari, diffusi su 11 isolette: nonostante tale successo, la specie rimane classificata dalla IUCN come "prossima alla minaccia" (Near Threatened).